# Sanguita Akkrum
Sanguita Akkrum (Amsterdã, 22 de junho de 1982) é uma atriz holandesa-surinamense.
Tornou-se mundialmente reconhecida por protagonizar as séries de televisão Hotnews.nl, Fok jou!, Van Speijk, Shouf Shouf! de serie e Voetbalvrouwen, além do filme Carmen van het Noorden.